# Little Baldon
Little Baldon – osada w Anglii, w hrabstwie Oxfordshire, w dystrykcie South Oxfordshire. Leży 10 km na południowy wschód od Oksfordu i 76 km na zachód od Londynu.